# Pfarrkirche Pusterwald

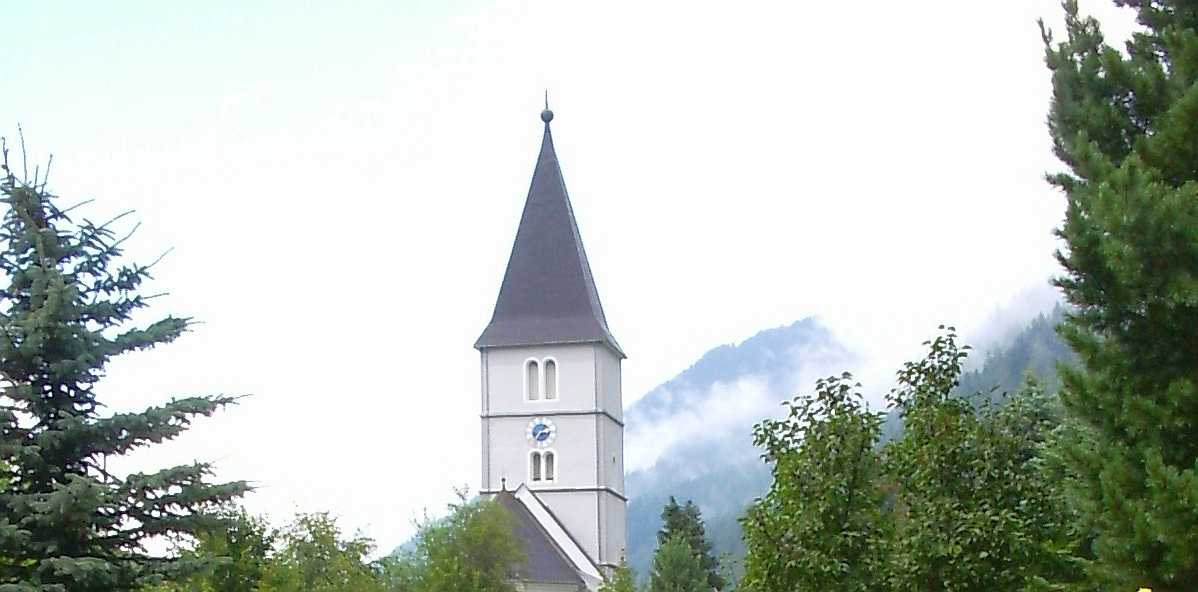
Kath. Pfarrkirche Maria im Moos in Pusterwald

Die römisch-katholische Pfarrkirche Pusterwald steht in der Gemeinde Pusterwald im Bezirk Murtal in der Steiermark. Die auf Maria im Moos geweihte Kirche gehört zum Dekanat Judenburg in der Diözese Graz-Seckau. Das Kirchengebäude und der Friedhof stehen unter Denkmalschutz. 

## Geschichte
Die spätgotische Kirche, von einem ummauerten Friedhof umgeben, wurde um 1430 erbaut und war eine Filiale von Sankt Oswald bei Zeiring. Das Langhaus wurde 1695 erhöht und überwölbt. 1787 wurde die Kirche zur Pfarrkirche erhoben. 1880 und 1957 erlitt die Kirche Brände.

## Architektur
Der zweijochige Chor mit Dreiachtelschluss und Spitzbogenfenstern hat ein Sternrippengewölbe auf Konsolen. Den Übergang zum Langhaus bildet ein barocker, eingeschnürter, rundbogiger Fronbogen. Das breitere, dreijochige Langhaus ist mit einer Stichkappentonne auf Gurten und Wandpfeilern überwölbt und hat Rechteckfenster mit Schmiedeeisengittern. Die äußeren Strebepfeiler des Langhauses gehen bis in 2/3 der Fassadenhöhe. Die Empore steht im westlichen Joch. Die Sakristei ist nördlich des Chores angebaut und hat ein Schulterbogenportal mit einer eisenbeschlagenen Türe. Über der Sakristei sind zwei Oratorien mit Schmiedeeisenkörben. Der mächtige fünfgeschoßige gotische Westturm hat in zwei Obergeschoßen gekuppelte Rundbogenfenster und einen Spitzhelm. Die Wappen Montfort und Pfannberg mit den Jahreszahlen 1525 oder 1585 wurden 1961 erneuert.

## Ausstattung
Der Hochaltar von 1772 ist nach der Art des Bildhauers Johann Nischlwitzer gearbeitet. Er trägt eine spätgotische Muttergottesstatue aus dem letzten Drittel des 15. Jahrhunderts, welche 1784 vom Bildhauer Georg Pame überschnitzt wurde. Die Seitenaltäre aus der 2. Hälfte des 18. Jahrhunderts erhielten Mittelstatuen nach der Art des Bildhauers Balthasar Prandtstätter. Die Kanzel ist barock. Die Kreuzwegbilder von 1800 sind in der Art des Malers Johann Lederwasch. Von Balthasar Prandtstätter sind die Statuen Schmerzhafte Maria und Ecce Homo und der Aussetzungsthron in der Turmhalle.
Es gibt eine Glocke von 1475 nach Art des Mert von Friesach und eine Glocke aus der Mitte des 15. Jahrhunderts von Hans Mitter.
Im Friedhof ist ein Friedhofskreuz vom Bildhauer Jakob Gschiel von 1881.